# Sistema di numerazione nella cultura dei campi di urne
|           | 0  |
| /         | 1  |
| //        | 2  |
| ///       | 3  |
| ////      | 4  |
| \         | 5  |
| /\        | 6  |
| //\       | 7  |
| ///\      | 8  |
| ////\     | 9  |
| \\        | 10 |
| /\\       | 11 |
| //\\      | 12 |
| ///\\     | 13 |
| ////\\    | 14 |
| \\\       | 15 |
| /\\\      | 16 |
| //\\\     | 17 |
| ///\\\    | 18 |
| ////\\\   | 19 |
| \\\\      | 20 |
| /\\\\     | 21 |
| //\\\\    | 22 |
| ///\\\\   | 23 |
| ////\\\\  | 24 |
| \\\\\     | 25 |
| /\\\\\    | 26 |
| //\\\\\   | 27 |
| ///\\\\\  | 28 |
| ////\\\\\ | 29 |

Durante la fase iniziale della cultura dei campi di urne, intorno al 1200 a.C. apparirono nell'Europa centrale alcune falci di bronzo con incisi dei segni interpretati come un sistema numerico.

## Scoperta
Nel 1946 fu scoperto in Sassonia un deposito con più di 250 falci risalenti al 1500-1250 a.C. Questa scoperta è solo una parte di tutte quelle risalenti alla Cultura dei campi delle urne fatte vicino al fiume Saale, dove vennero ritrovati circa 600 falci ed altri oggetti. Le falci si pensa che siano state create nei depositi a scopo rituale.
L'attenzione degli scopritori cadde su una serie di segni posti in due posizioni: semplici segni vicino all'impugnatura e altri più complessi nell'angolo della lama o sulla base. Furono proprio i segni più semplici a essere interpretati come un sistema di numerazione.
Furono scoperti anche altri oggetti che riportano gli stessi segni, come per esempio il bollo di Ruthen (risalente all'età del Bronzo) e il vaso di Coswig (risalente al periodo tra il 1200 e il 1000 a.C.) che riportano il simbolo ////\\\\\. Nel caso del vaso di Coswig, sembra che il simbolo sia prodotto da una mano allenata che ha scritto una serie complessa di simboli sull'argilla ancora fresca.

## Il sistema numerico
Il sistema numerico è in base 5. La cifra delle unità è scritta con un segno dall'alto a destra verso il basso a sinistra «/» e la quinta cifra con una linea dal basso a destra all'alto a sinistra «\». Sono stati trovati solo i numeri che vanno dall'1 («/») al 29 («////\\\\\»).

## Interpretazione
Questi segni impressi, unici nell'Età del Bronzo, sono stati inseriti durante la creazione dell'oggetto e non incisi ad oggetto finito. I marchi sull'argilla molle sono stati fatti a volte a mano, altre volte con degli stampi. Le correzioni degli errori indicano un intento ed un progetto alle spalle della loro scrittura. Il sistema di scrittura sull'argilla molle è simile al sistema di scrittura cuneiforme che si può trovare in Mesopotamia.
Il fatto che non siano stati trovati numeri maggiori di 29, nonostante il sistema numerico sia potenzialmente infinito, si pensa sia dovuto al fatto che il ciclo lunare dura appunto 29 giorni e mezzo. Le culture che utilizzano il calendario lunare solitamente decidono di fissare il calendario in 29 o 30 giorni e correggono l'errore annuale in vari modi. Se questa interpretazione fosse giusta, ogni falce ed ogni simbolo rappresenterebbe un giorno del ciclo lunare.
La falce ha forma di mezzaluna e questo starebbe a sottolineare l'importanza che hanno le fasi lunari per la cultura dei campi di urne.
Con questo, il simbolo ritrovato sul bollo di Ruthen e sul vaso di Coswig (29, ////\\\\\) è da interpretare come il simbolo del ciclo lunare. Generalmente si pensa che la scrittura in codice metta in relazione il ciclo lunare con il ciclo dell'agricoltura, controllato dalla Luna e dal Sole.

## Altri simboli
Esiste un'altra serie di simboli che appare intorno alle falci e non è stata ancora interpretata. Tuttavia è chiaro che questi simboli seguono le regole valide per tutto il territorio circostante.
Alcuni di questi simboli possono essere messi in ordine da 1 a 4.
| 56 | 57 | 55 | 53 | 52 | 54 | 44 | ● 58    |
| 66 | 67 |    | 63 | 62 | 64 |    | ●● 68   |
| 76 | 77 |    | 73 | 72 | 74 |    | ●●● 78  |
| 86 | 87 | 85 |    | 82 | 84 |    | ●●●● 88 |

Altri, invece, non possono essere messi in alcun ordine.
| 16 | 22 | 25 | 26 | 33 | 36 | 42 | 43 | 69 |

I numeri 22, 25, 33, 36, 43, 69 e i numeri 24, 52, 53, 54, 56, 62, 63, 64, 66, 73, 74, 84, 86 appaiono sulla base delle falci. I numeri 16, 26, 42 e i numeri 44, 52, 54, 55, 57, 58, 62, 64, 67, 68, 72, 74, 77, 78, 82, 84, 85, 87, 88 appaiono sull'angolo delle falci. I numeri 52, 54, 62, 64, 74, 84 appaiono in entrambi i posti.

## L'ipotesi delle rune
Questa scrittura è stata messa in relazione alle rune tedesche, non solo in senso geografico, ma anche per il carattere agricolo e lunare che le due culture possiedono. È stato affermato che le rune spesso appaiono associate ad altri simboli non runici, anche in combinazione con altri oggetti. Inoltre ᛃ j, ᛜ ng e anche ᚷ g non hanno legami con l'alfabeto etrusco da cui l'alfabeto runico probabilmente proviene. D'altra parte le lettere ᛃ j, ᛜ ng e ᚲ k si distinguono dal resto delle rune per la loro dimensione più piccola. Le rune sono anche caratterizzate dal possedere un nome oltre a rappresentare un suono.
Nell'ipotesi che il nome di alcune rune sia stato preso da simboli precedenti, i nomi di queste rune potrebbe dare una qualche indicazione del significato dei simboli. In questo modo, se il simbolo che ha più combinazioni con altri, quello che appare più frequentemente e il più caratteristico vengono selezionati, possiamo trarre le seguenti equivalenze:
| Simbolo | Runa | Equivalenza | Significato |
| 22      | ᛃ    | jera        | anno        |
| 69      | ᛜ    | ingwaz      | dio         |
| 36      | ᚷ    | gebô        | presente    |

Questa è soltanto un'ipotesi interessante che forse non potrà mai essere confermata.